# Saronno
De Italiaanse stad Saronno ligt in het zuidwesten van de provincie Varese, maar wordt vrijwel helemaal omgeven door het grondgebied van de buurprovincie Como. De stad is een belangrijk verkeersknooppunt, de spoorlijnen tussen Milaan, Varese, Como en de internationale luchthaven Malpensa ontmoeten elkaar hier. Ten zuiden van de plaats komen de belangrijke snelwegen A8 en A9 samen.
Saronno is erg bekend om de bitterkoekjes (amaretti) die er geproduceerd worden.
Saronno is in het buitenland vooral bekend door de likeur Amaretto di Saronno die echter al sinds jaren niet meer in deze stad geproduceerd wordt. De stad heeft een klein historisch centrum met een aantal bezienswaardige gebouwen waaronder de kerk San Francesco en het Santuario di S. Maria dei Miracoli. De stad is gelegen in het natuurpark Parco del Lura, vernoemd naar een klein riviertje.
Saronno is de startplaats van de wielerkoers Ronde van de Drie Valleien die in de provincie Varese wordt verreden.

## Geboren
- Alberto Volpi (1962), wielrenner
- Roberto Colciago (1968), autocoureur